# Andreas Lach
Andreas Lach (* 1817 in Eisgrub, Mähren; † 15. April 1882 in Wien) war ein österreichischer Blumen-,  Stillleben- und Porzellanmaler.

## Leben und Werk

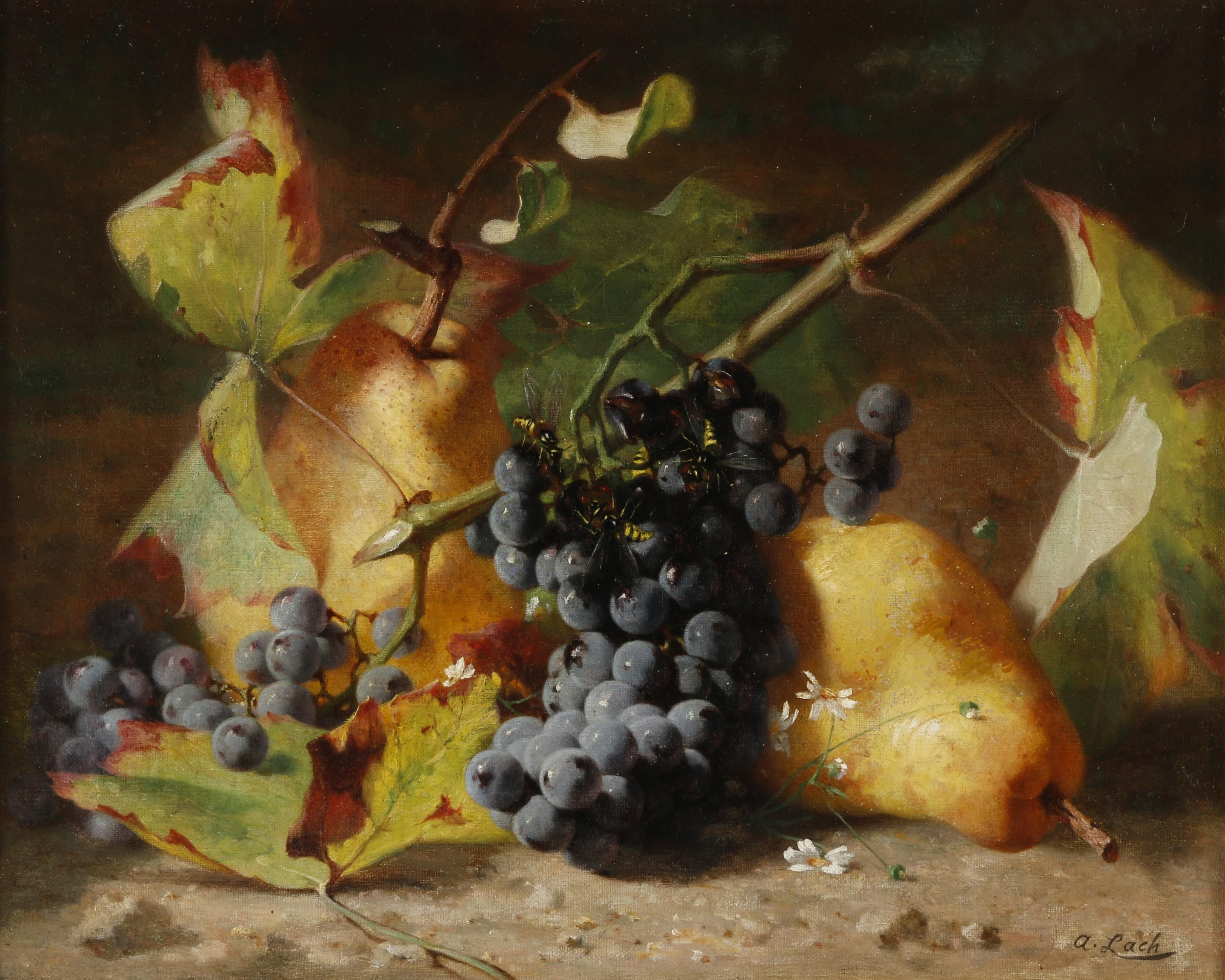
Andreas Lach: Früchtestillleben

Der Blumen- und Stilllebenmaler Andreas Lach wurde im Jahre 1817 im mährischen Eisgrub geboren. Von 1837 bis 1839 war er Schüler der Wiener Akademie unter Thomas Ender (1793–1875), Joseph Mössmer (1780–1845) und Sebastian Wegmayr (1776–1857). Sein Neffe war der Wiener Landschaftsmaler und Radierer Fritz Lach (1868–1933). Er malte zahlreiche Blumen- und Stilllebenmotive, die sich heute in Museen oder auch als begehrte Sammelobjekte im Privatbesitz befinden. Er war Mitglied des österreichischen Kunstvereines. Andreas Lach verstarb am 15. April 1882 in Wien.